# Schumann Péter
Schumann Péter (Budapest, 1954. április 24. – Budapest, IV. kerület, 2024. április 5.) háromszoros magyar bajnok labdarúgó, hátvéd.

## Pályafutása
Apja Schumann János labdarúgó. Nyolcévesen kezdett futballozni a Vasas Izzóban. Négy év múlva igazolta le az Újpest. Az Újpesti Dózsa csapatában mutatkozott az élvonalban 1975. február 22-én a Pécsi MSC ellen, ahol csapata 4–2-re győzött. 
1975 nyarán a Pécsi MSC-be igazolt. 1975 és 1980 között 72 bajnoki mérkőzésen szerepelt újpesti színekben és nyolc gólt szerzett. Háromszor lett bajnok és kétszer ezüstérmes a csapattal.
1980-ban a Vác játékosa lett.
Az 1981–82-es idényben a Tatabányai Bányászban szerepelt. Négy mérkőzésen lépett pályára és ezzel tagja volt a bronzérmes csapatnak. Utolsó mérkőzésen a Tatabánya 4–0-ra győzte le a Bp. Honvédot.

## Sikerei, díjai
- Magyar bajnokság
  - bajnok: 1974–75, 1977–78, 1978–79

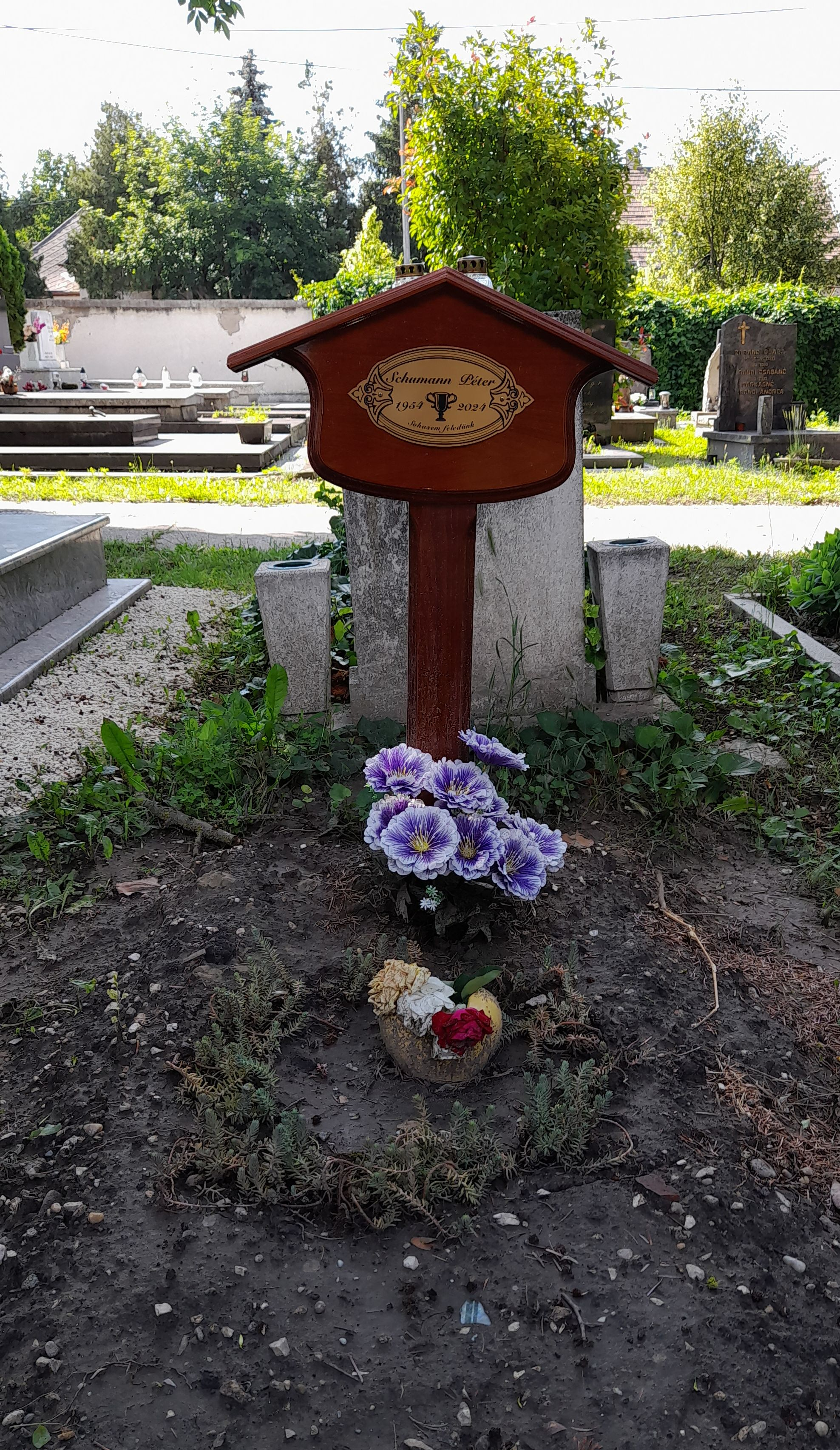
Sírja a Megyeri temetőben (31. parcella)

  - 2.: 1976–77, 1979–80
  - 3.: 1981–82